# Fartukivka, Markivka
Fartukivka (în ucraineană Фартуківка) este un sat în comuna Lisna Poleana din raionul Markivka, regiunea Luhansk, Ucraina.

## Demografie
Componența lingvistică a localității Fartukivka
     Ucraineană (95,65%)
     Rusă (4,35%)
Conform recensământului din 2001, majoritatea populației localității Fartukivka era vorbitoare de ucraineană (95,65%), existând în minoritate și vorbitori de rusă (4,35%).